# Massimo Massimi

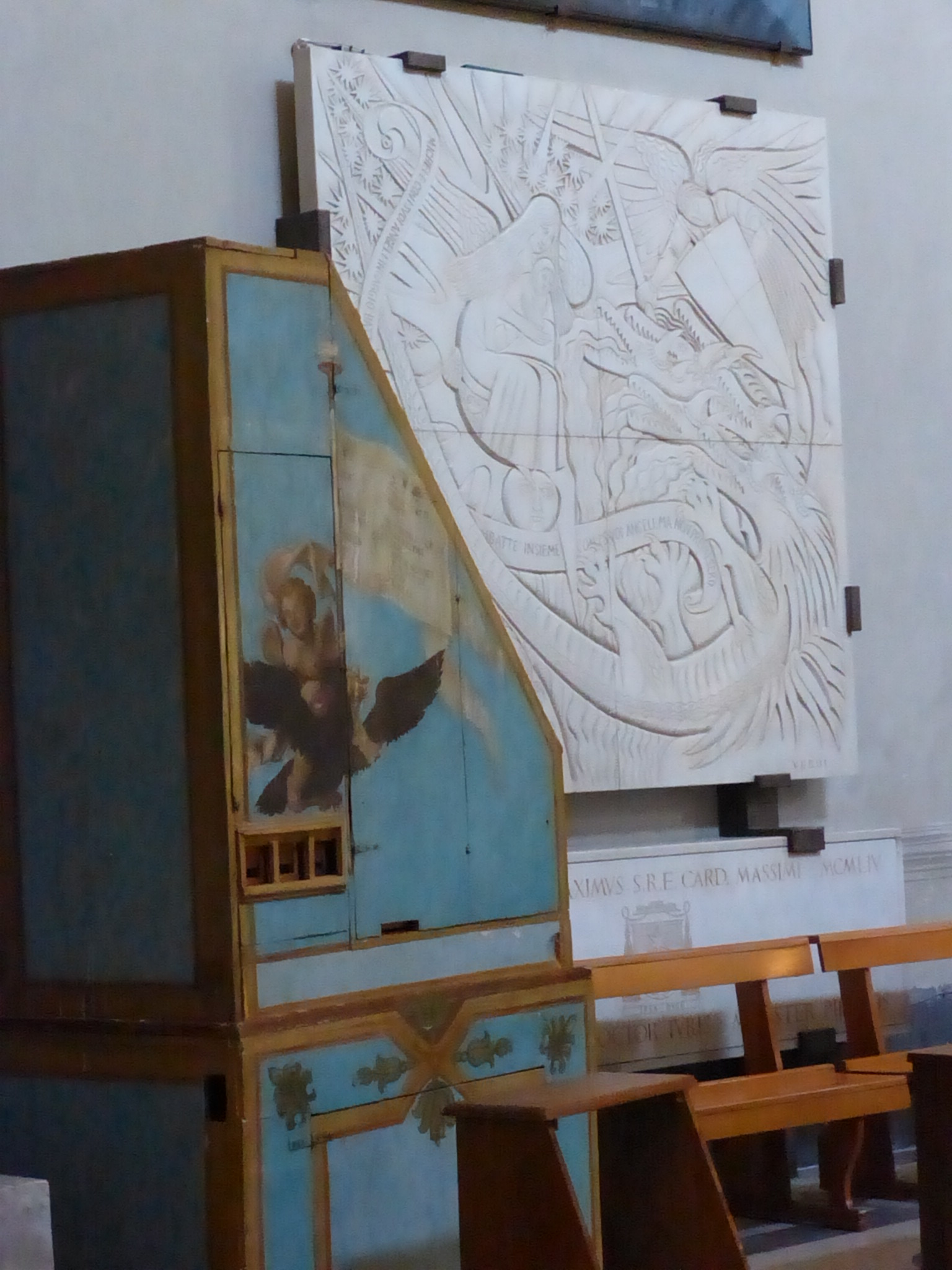
Tomba del card. Massimi in Santa Maria in Campitelli

Massimo Massimi (Roma, 10 aprile 1877 – Roma, 6 marzo 1954) è stato un cardinale italiano.

## Biografia
Nacque a Roma il 10 aprile 1877.
Il giorno di Pasqua del 1901 fondò la Congregazione Eucaristica: luogo di incontro di giovani e adulti presso la chiesa di San Claudio, a Roma. Fu frequentata anche da Vittorio Bachelet.
Papa Pio XI lo elevò al rango di cardinale di Santa Maria in Portico nel concistoro del 16 dicembre 1935.
Con la morte di Pio XI prese parte al conclave del 1939 che elesse papa, col nome di Pio XII il cardinale Eugenio Pacelli. Secondo lo storico Giovanni Coco il cardinale Massimi rivestiva le caratteristiche del candidato "apolitico", "spirituale", "più conciliante" che il regime fascista desiderava avesse il nuovo pontefice. Per questo Benito Mussolini si mosse, per tramite del ministro degli esteri Galeazzo Ciano e del germanista Guido Manacorda, allo scopo di  perorane la elezione presso gli altri cardinali; l'iniziativa non ebbe però buon esito. 
Massimi fu presidente della Congregazione per la codificazione del diritto canonico delle Chiese orientali.
Morì il 6 marzo 1954 all'età di 76 anni e fu sepolto nella chiesa di cui aveva portato il titolo.